# José Alberto dos Reis

José Alberto dos Reis

José Alberto dos Reis, GCSE (Vale de Azares, concelho de Celorico da Beira, 1 de Novembro de 1875 - Vale de Azares, 2 de Setembro de 1955) foi um jurista, professor e político português. 
Docente da Faculdade de Direito da Universidade de Coimbra, ocupou vários cargos académicos e públicos, incluindo o de presidente da Assembleia Nacional (Portugal) em 1934-1945. É considerado o "pai" do Código de Processo Civil Português (1939), que foi revogado pelo D. L. n.º 329-A/95, de 12 de Dezembro.

## Habilitações literárias
Tirou uma licenciatura em Direito pela Universidade de Coimbra (1897) e um doutoramento em Direito pela Universidade de Coimbra (1899).

## Carreira profissional
Doutorou-se em 16 de Abril de 1899 e integrou o corpo docente da Faculdade de Direito da Universidade de Coimbra em 1900.
A partir de 1903 regeu a cadeira de Direito Processual Civil, tendo ascendido a professor catedrático em 21 de Dezembro de 1904.
Foi Vice-reitor da Universidade de Coimbra (1913-1916) e reitor interino da mesma em 1916. 
Foi director da Faculdade de Direito de Coimbra (1916-1920 e 1922-1927).
Foi membro do júri de concurso para Assistente de Salazar (1917). Propôs a concessão do grau de Doutor a Salazar, de acordo com uma lei de 1917, que conferia à escola a possibilidade de o conceder aos professores ordinários e aos extraordinários com 3 anos de serviço.
Foi o principal responsável pela reforma do Código de Processo Civil (1926-1939). Jubilou-se em 1945, passando a dedicar-se exclusivamente à advocacia.

## Perfil Político-Ideológico
Foi um dos fundadores, em 1900, da Loja Maçónica Fernandes Tomás, da Figueira da Foz. Mais tarde, depois de ter abandonado a Maçonaria, aderiu ao Centro Católico Português, organização em que militava o seu ex-aluno e amigo Salazar.
Era amigo pessoal de Salazar, que era visita habitual da sua casa, em Coimbra. Fez parte do seu círculo mais íntimo e deu parecer sobre o projecto da Constituição de 1933, as revisões constitucionais e os candidatos às eleições legislativas e presidenciais a apresentar pela União Nacional.

## Carreira Político-Administrativa
- Membro do Conselho Político Nacional, por indicação de Salazar (1931-1932);
- Membro vitalício do Conselho de Estado, por indicação de Salazar em 1933;
- Presidente da Comissão de Justiça do I Congresso da União Nacional (1934);
- Membro do Conselho Consultivo da União Nacional (1946);

## Carreira parlamentar
- Presidente da Assembleia Nacional (I, II e III legislaturas).